# Frederickena
A Frederickena a madarak osztályának verébalakúak (Passeriformes) rendjébe és a hangyászmadárfélék (Thamnophilidae) családjába tartozó nem.

## Rendszerezésük
A nemet Charles Chubb, 1918-ban, az alábbi 3 faj tartozik ide:
- Frederickena viridis
- Frederickena fulva
- Frederickena unduligera

## Előfordulásuk
Dél-Amerika területén honosak. A természetes élőhelyük szubtrópusi vagy trópusi síkvidéki erdők. Állandó, nem vonuló fajok.

## Megjelenésük
Testhosszuk 19-23 centiméter közötti.

## Életmódjuk
Valószínűleg rovarokkal táplálkoznak.